# Coenogonium confervoides
Coenogonium confervoides är en lavart som beskrevs av Nyl. Coenogonium confervoides ingår i släktet Coenogonium och familjen Coenogoniaceae.   Inga underarter finns listade i Catalogue of Life.